# Leaf (entreprise)
Pour les articles homonymes, voir Leaf.
Leaf (リーフ, Rīfu) est un studio de visual novels japonais filiale de l'éditeur Aquaplus. La société possède des bureaux à Yodogawa-ku (arrondissement d'Osaka) et Tokyo. 

## Produits et logiciel libre
Leaf et son concurrent Key (auquel Leaf est souvent comparé) sont deux des studios dédiés aux visual novels les plus populaires encore en activité aujourd'hui[réf. nécessaire]. Leaf s'est fait connaître par la sortie de To Heart[réf. nécessaire]. Leaf a utilisé le codec vidéo XviD dans plusieurs jeux : Aruru à Asobo!! , Tears to Tiara, Kusari et ToHeart2 XRATED . Étant donné que XviD est un logiciel libre, publié sous GPL, Leaf a été forcé à publier le code source de ces jeux sous la même licence,,. On a cependant toujours besoin des données du jeu pour jouer réellement aux jeux avec le code source,. De plus, un moteur de jeu libre, nommé xlvns, a été développé peu de temps après que Leaf a publié les codes sources de ses trois premiers visual novel,. Les personnages d'Utawarerumono, Tears to Tiara, To Heart et Kizuato sont jouables dans Aquapazza: Aquaplus Dream Match, un jeu de combat développé par Aquaplus avec des personnages de divers jeux Leaf.

## Titres
- DR2 Nuit Janki (1995)
- Filsnown (1995)
- Leaf Visual Novel Series (LVNS)
  - Shizuku (1996)
  - Kizuato (1996)
  - To Heart (1997)
  - Routes (2003)
- White Album (1998)
- Comic Party (1999)
- Magical Antique (2000)
- Tasogare (2001)
- Utawarerumono (2002)
- December When There Is No Angel (2003)
- Tears to Tiara (2005)
- Kusari (2005)
- To Heart 2 XRATED  (2005)
- FullAni (2006)
- To Heart 2: Another Days (2008)
- Kimi ga Yobu, Megido no Oka de (2008)
- White Album 2: Introductory Chapter (2010)
- Hoshi no Ouji-kun (2011)
- White Album 2: Closing Chapter (2011)
- Tears to Tiara II: Haou no Matsuei (2013)
- Utawarerumono: Itsuwari no Kamen (2015)

### Leaf amusement softs
- Saorin to Issho!! (1996)
- Hatsune no Naisho!! (1997)
- Inagawa de Ikou!! (2000)
- Aruru to Asobo!! (2004)
- Manaka de Ikuno!! (2009)